# Альціон лісовий
Альціо́н лісовий (Todiramphus macleayii) — вид сиворакшоподібних птахів родини рибалочкових (Alcedinidae). Мешкає в Австралії, на Новій Гвінеї та на сусідніх островах.

## Опис

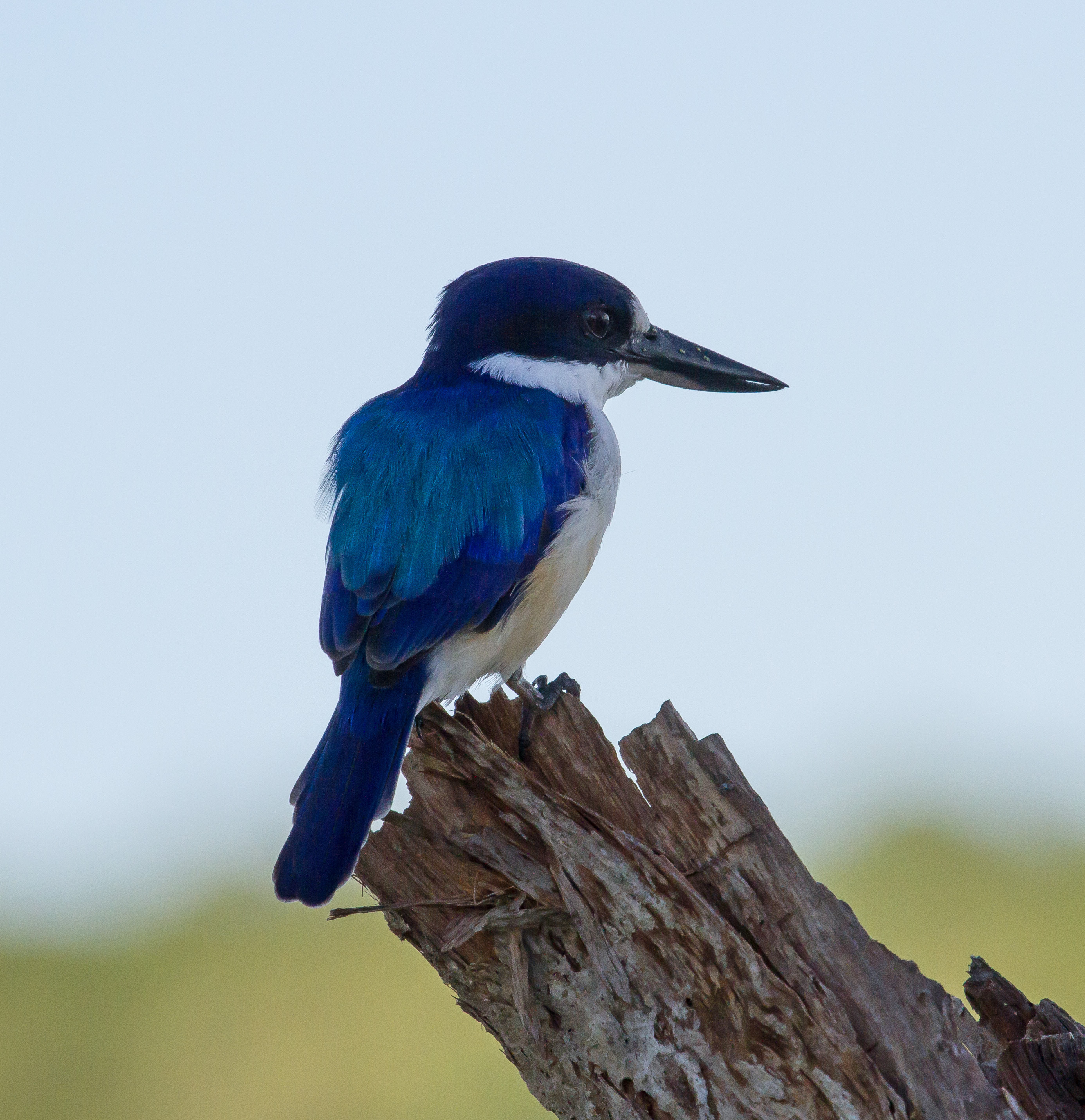
Лісовий альціон

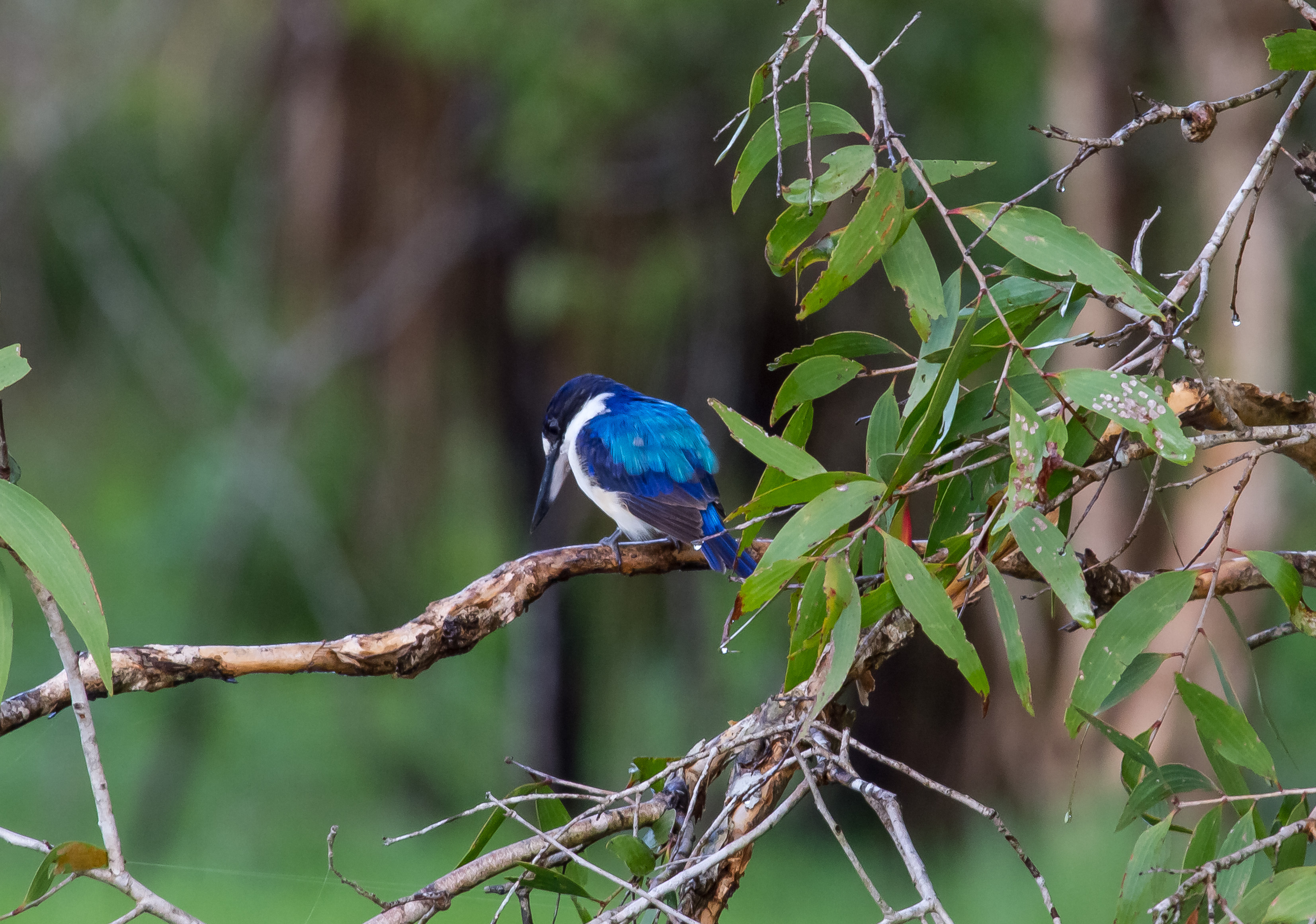
Лісовий альціон чатує на здобич

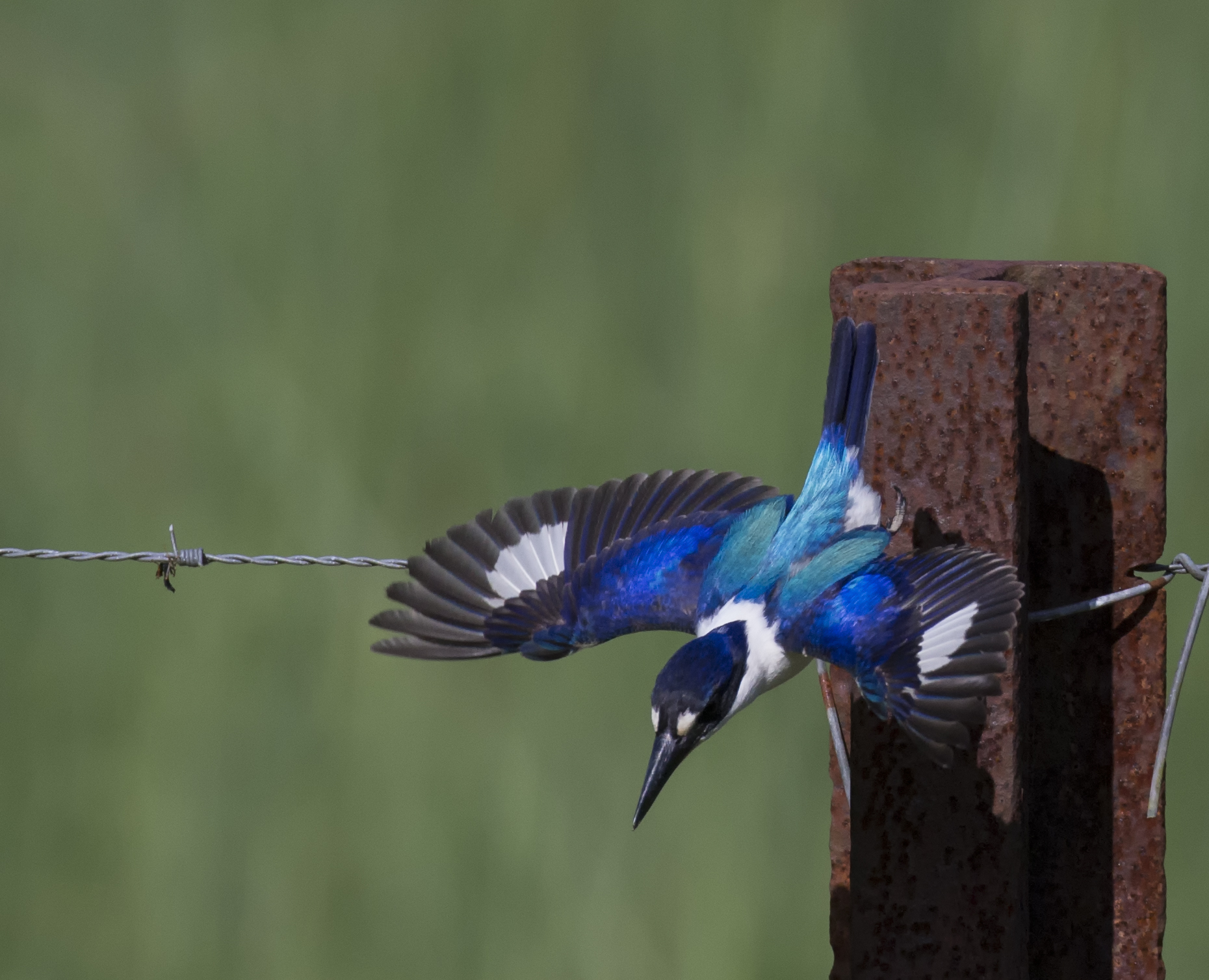
Лісовий альціон в польоті

Довжина птаха становить 20—25,5 см, самці важать 32—43 г, самиці 29—44 г. Голова темно-синя, перед очима білі плями, на обличчі чорна «маска». Крила, хвіст і нижня частина тіла синя. У самців на потилиці і задній частині шиї білий «комірець», у самиць він відсутній. Спина і верхні покривні пера крил бірюзові, на крилах є білі плями, помітні в польоті. Хвіст зверху синій, знизу чорнуватий або темно-сірий. Дзьоб міцний, чорний, знизу рожевуватий. Очі темно-карі, лапи темно-сірі. Молоді птахи мають дещо тьмяніше забарвлення, тім'я у них чорнувате. У представників підвиду T. m. incinctus спина зеленувата, плями на крилах менші.

## Підвиди
Виділяють три підвиди:
- T. m. elisabeth (Heine, 1883) — схід Нової Гвінеї;
- T. m. macleayii (Jardine & Selby, 1830) — Топ-Енд[en], сусідні острови і узбережжя затоки Карпентарія (північ Австралії);
- T. m. incinctus (Gould, 1838) — півострів Кейп-Йорк і східне узбережжя Австралії.

## Поширення і екологія
Лісові альціони мешкають на сході Новій Гвінеї та на півночі і сході Австралії. Під час негніздового періоду вони зустрічаються на островах Ару, південно-східних Молуккських островів, на півдні Нової Гвінеї, на островах архіпелагів Бісмарка, Д'Антркасто і Луїзіади, трапляються на Соломонових островах. Лісові альціони живуть у вологих і сухих тропічних лісах, поблизу річок, озер і біллабонгів, в мангрових лісах, на полях, пасовищах, в парках і садах. Зустрічаються на висоті до 1700 м над рівнем моря.

## Поведінка
Лісові альціони живляться різноманітними безхребетними, зокрема комахами, личинками, павуками і червами, а також дрібною рибою, жабами, пуголовками і дрібними плазунами. Вони чатують на здобич, сидячи на гілці, а коли її побачать, то пікірують до неї, після чого повертаються на сідало. Лісові альціони вбивають здобич, ударяючи нею об гілку.
Сезон розмноження в Австралії триває з серпня по лютий, за сезон може вилупитися два виводки. Лісові альціони гніздяться в гніздах деревних термітів, на висоті від 4 до 12 м над землею. В кладці від 3 до 6 блискучих білих яєць, розміром 25×22 мм. Інкубаційний період триває від 18 до 21 дня, насиджують і самиці, і самці. Пташенята покидають гніздо через 27—31 день після вилуплення.